# جويبار

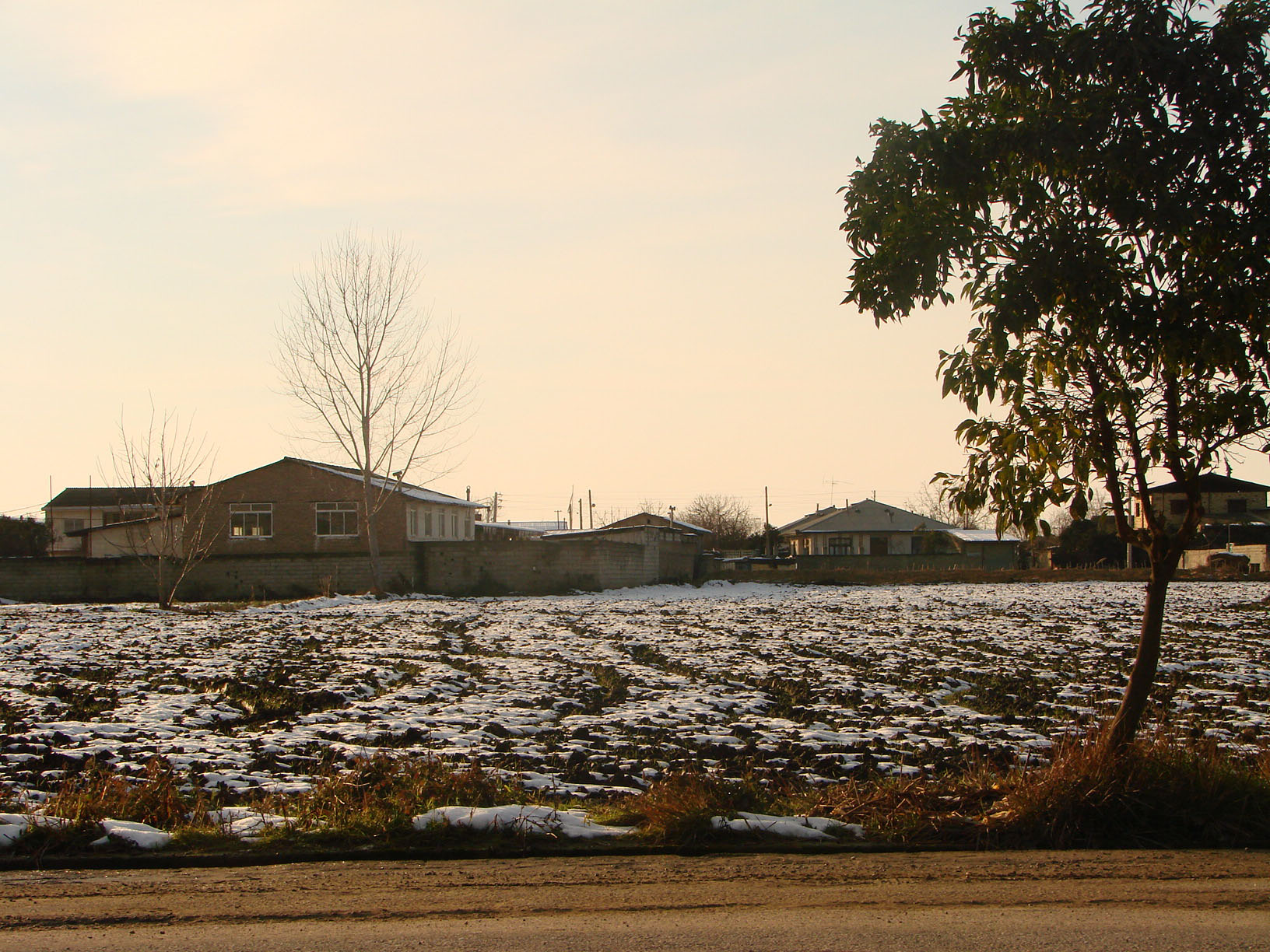
جويبار في الشتاء

جويبار هي مدينة إيرانية صغيرة. تقع في شمال إيران، وتحديداً في محافظة مازندران. كما أنها مركز مقاطعة جويبار. بلغ عدد سكانها عام 2006 حوالي 27,117 نسمة. بالإضافة إلى اللغة الفارسية، تنتشر اللغة المازاندرانية بكثرة بين سكان المدينة.

## أعلام جويبار
- يعسوب الدين الرستكاري الجويباري.

## أعلام
- شهاب كردان
- جاسم دلاوري
- عزت الله أكبري
- يعسوب الدين رستكار الجويباري